# Jürgen Wein
Jürgen Wein (* 7. Oktober 1938 in Hannover) ist ein ehemaliger deutscher Hockeyspieler. Er war 1968 Olympiavierter.  

## Sportliche Karriere
Jürgen Wein bestritt zwischen 1962 und 1969 insgesamt 27 Länderspiele. Drei dieser Länderspiele absolvierte Jürgen Wein im Rahmen der Olympischen Spiele 1968 in Mexiko-Stadt, allesamt in der Vorrunde. Am Ende des Turniers belegte die deutsche Mannschaft den vierten Platz.
1963 wurde die deutsche Nationalmannschaft nach dem Länderturnier in Lyon, an dem auch Wein teilnahm, zur Mannschaft des Jahres gewählt. 
Jürgen Wein spielte beim KTHC Stadion Rot-Weiss in Köln. Von 1972 bis 1974 war der Abwehrspieler mit den Kölnern Deutscher Meister, in der Halle waren die Kölner 1965 Zweiter hinter dem Berliner HC.
Jürgen Wein ist der Bruder von Horst Wein und der Onkel von Christian Wein, beide waren ebenfalls deutsche Hockeynationalspieler.